# Soroll quàntic

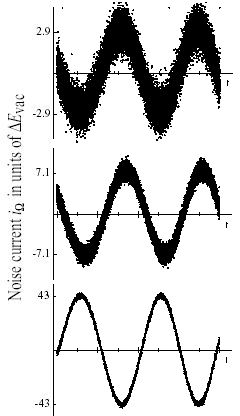
Soroll quàntic mesurat de tres estats coherents.

El soroll quàntic és el soroll que sorgeix de l'estat indeterminat de la matèria d'acord amb els principis fonamentals de la mecànica quàntica, concretament el principi d'incertesa i mitjançant fluctuacions d'energia de punt zero. El soroll quàntic es deu a la naturalesa aparentment discreta dels petits constituents quàntics com els electrons, així com a la naturalesa discreta dels efectes quàntics, com els fotocorrents.
El soroll quantificat és similar a la teoria clàssica del soroll i no sempre retornarà una densitat espectral asimètrica.
El soroll de tir tal com l'encunya J. Verdeyen és una forma de soroll quàntic relacionat amb les estadístiques del recompte de fotons, la naturalesa discreta dels electrons i la generació de soroll intrínsec en electrònica. En contrast amb el soroll de trets, el principi d'incertesa mecànica quàntica estableix un límit inferior a una mesura. El principi d'incertesa requereix que qualsevol amplificador o detector tingui soroll. Les manifestacions macroscòpiques dels fenòmens quàntics es veuen pertorbades fàcilment, de manera que el soroll quàntic s'observa principalment en sistemes on les fonts convencionals de soroll són suprimides. En general, el soroll és una variació aleatòria incontrolada d'un valor esperat i normalment no és desitjat. Les causes generals són les fluctuacions tèrmiques, les vibracions mecàniques, el soroll industrial, les fluctuacions de tensió d'una font d'alimentació, el soroll tèrmic degut al moviment brownià, el soroll d'instrumentació, el mode de sortida d'un làser que es desvia del mode de funcionament desitjat, etc. Si estan presents, i tret que es controlin acuradament, aquestes altres fonts de soroll solen dominar i emmascarar el soroll quàntic.
En astronomia, un dispositiu que contraposa els límits del soroll quàntic és l'observatori d'ones gravitacionals LIGO.

## Un microscopi Heisenberg
El soroll quàntic es pot il·lustrar considerant un microscopi Heisenberg on es mesura la posició d'un àtom a partir de la dispersió de fotons. El principi d'incertesa es dona com,{\displaystyle \Delta x_{imp}\Delta p_{BA}\gtrsim \hbar .}

## Conceptes bàsics de la teoria del soroll
El soroll és una preocupació pràctica per a l'enginyeria de precisió i els sistemes d'enginyeria que s'acosten al límit quàntic estàndard. La consideració típica d'enginyeria del soroll quàntic és per a la mesura quàntica de no demolició i el punt de contacte quàntic. Per tant, quantificar el soroll és útil. El soroll d'un senyal es quantifica com la transformada de Fourier de la seva autocorrelació. L'autocorrelació d'un senyal es dona com{\displaystyle G_{vv}(t-t')=\langle V(t)V(t')\rangle ,}que mesura quan el nostre senyal es correlaciona positivament, negativament o no en diferents moments {\displaystyle t} i {\displaystyle t'} . La mitjana de temps, {\displaystyle \langle V(t)\rangle }, és zero i el nostre {\displaystyle V(t)} és un senyal de tensió. La seva transformada de Fourier és{\displaystyle V(\omega )={\frac {1}{\sqrt {T}}}\int _{0}^{T}V(t)e^{i\omega t}dt}perquè mesurem una tensió en una finestra de temps finita. El teorema de Wiener-Khinchin generalment afirma que l'espectre de potència d'un soroll es dona com l'autocorrelació d'un senyal, és a dir,{\displaystyle S_{vv}(\omega )=\int _{-\infty }^{+\infty }e^{i\omega t}G_{vv}dt=\int _{-\infty }^{+\infty }e^{i\omega t}\langle |V(\omega )|^{2}\rangle dt}La relació anterior s'anomena de vegades espectre de potència o densitat espectral.